# جامعة ريكيافيك
جامعة ريكيافيك (بالآيسلندية: Háskólinn í Reykjavík)‏ هي أكبر جامعة خاصة في أيسلندا مع ما يقرب من 3300 طالب (أكتوبر 2020). وهي مسجلة من قبل غرفة التجارة، واتحاد الصناعات الآيسلندية، واتحاد أرباب العمل الأيسلنديين. لا ينبغي الخلط بينها وبين جامعة أيسلندا، والتي تقع أيضًا في ريكيافيك.

## التاريخ
تعود جذور جامعة ريكيافيك إلى الكلية التجارية في أيسلندا، كلية علوم الكمبيوتر، التي تأسست في يناير 1988 وعملت داخل مرافق الكلية التجارية في أيسلندا لمدة عشر سنوات.
بدأت جامعة ريكيافيك الفصل الدراسي الأول في 1 سبتمبر 1998، في مبنى جديد تحت اسم مدرسة ريكيافيك للأعمال. أصبحت كلية علوم الكمبيوتر أحد قسمين داخل المدرسة. كان تغيير الاسم أمرًا لا مفر منه لأن اسم المدرسة لم يكن وصفيًا لمجموعة متنوعة من عمليات المدرسة.
في يناير 2000، تم تغيير الاسم إلى جامعة ريكيافيك. في خريف عام 2002، تم إنشاء كلية الحقوق في جامعة ريكيافيك وفي عام 2005، تم دمج جامعة ريكيافيك مع الجامعة التقنية في أيسلندا تحت اسم جامعة ريكيافيك. بعد الدمج، تم إنشاء كلية العلوم والهندسة، والتي تم بناؤها جزئيًا على الأساس القديم للجامعة التقنية في أيسلندا مع إضافة مجالات هندسية جديدة.

## المدارس الأكاديمية
تضم الجامعة سبعة أقسام أكاديمية في مدرستين يتم فيها التدريس والبحث:

### كلية العلوم الاجتماعية
- قسم ادارة الاعمال
- قسم القانون
- قسم علوم الرياضة
- قسم علم النفس

### مدرسة التكنولوجيا
- قسم علوم الحاسوب
- قسم الهندسة
- قسم الهندسة التطبيقية